# СК Югославия
 Тази статия е за футболния отбор.  За държавата вижте Югославия.  
СК Югославия (на сръбски: Спортски клуб Југославија Београд) е бивш сръбски и югославски футболен клуб от Белград. Двукратен шампион на Югославия и Сърбия.

## История
През 1913 г. в Белград е създаден спортен клуб под името „Велика Сърбия“. Но през 1914 г., поради избухването на Първата световна война, клубът на практика престава да съществува. След Втората световна война и създаването на Кралство на сърби, хървати и словенци, „Велика Сърбия“ е възстановен под новото име – СК Югославия. Отборът играе важна роля, и 2 пъти става шампион на страната през 1924 и 1925 г. През 1941 г. след нападението на страните от Оста срещу Кралство Югославия, СК Югославия е преименуван на СК 1913, в чест на годината на основаването. През 1945 г., след края на Втората световна война, новото комунистическо правителство на страната, решава да разформирова отбора и създава на негова основа Цървена звезда.

## Съперничества
Най-големият съперник на СК Югославия е БСК. Тяхната конфронтация се смята за основното футболно дерби на предвоенна Югославия. Също така, основните претенденти на СК Югославия в борбата за титлата в Първа дивизия са хърватските клубове: ХШК Граджански, ХАШК, Хайдук Сплит и ХШК Конкордия.

## Предишни названия
- 1913 – 1919 – Велика Сърбия
- 1919 – 1941 – СК Югославия
- 1941 – 1945 – СК 1913

## Успехи
- Първа лига (Югославия)
  - Шампион (2): 1924, 1925

- Шампионат на Сърбия
  - Шампион: 1941/42

- Купа на Югославия
  - Носител: 1936
- Олимпийска купа на Сърбия
  - Носител: 1914